# Legio I Minervia
La Legio I Minervia (della dea Minerva) fu una legione romana formata da Domiziano probabilmente nell'82 per la campagna contro la tribù germanica dei Catti. Il suo cognomen è derivato dalla dea Minerva, cui Domiziano era particolarmente legato; un'immagine della dea era l'emblema della legione, ma è attestato come simbolo legionario anche l'ariete. Ci sono documenti che attestano la presenza della I legione Minervia presso il confine del Reno ancora verso la metà del IV secolo.

## Storia

### Da Domiziano agli Antonini
Il primo e principale accampamento di questa legione si trovava nella città di Bonna (moderna Bonn), nella provincia della Germania Inferior. Nell'89, la legione soffocò una rivolta del governatore della Germania Superior e così, come riconoscimento dell'aiuto dato, Domiziano le diede il cognomen Pia Fidelis Domitiana (cioè leale e fedele a Domiziano).
Partecipò alle guerre di Traiano contro i Daci (101-106), sotto il comando del futuro imperatore Adriano. L'emblema della legione compare nella Colonna di Traiano, a Roma, insieme ai simboli delle altre legioni.
Sebbene appartenesse all'esercito di stanza in Germania, vexillationes della legione furono stanziati in diverse zone dell'Impero:
- 162-166 guerra contro i parti, sotto il comando dell'imperatore Lucio Vero e dell'imperatore Marco Aurelio
- 173 campagna contro i cauci della Gallia Belgica, sotto il comando del governatore Didio Giuliano
- 198-211 a presidiare la città di Lugdunum, capitale della Gallia

### Dai severi al IV secolo

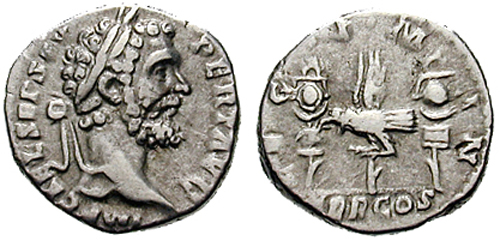
Denario coniato nel 193 sotto Settimio Severo, per onorare la I Minervia, che aveva sostenuto il comandante delle legioni in Pannonia nella sua ascesa per la porpora di imperatore.

Insieme alla XXX legione Ulpia Victrix stazionò vicino ai Castra Vetera II (odierna Xanten).
Durante le guerre civili del tardo II e III secolo, la legione sostenne i seguenti imperatori:
- Settimio Severo
- Eliogabalo (che diede alla legione il cognomen di Antoniniana)
- Alessandro Severo (che diede alla legione il Severiana Alexandriana)
- l'Impero delle Gallie, che esistette tra il 260 ed il 274

Attorno al 353, Bonna fu distrutta dai Franchi e la I legione Minervia scomparve dalle fonti. Tuttavia, non ci sono testimonianze che attestano la sua distruzione.